# Prefectura de Ouaka
Ouaka es una de las catorce prefecturas de la República Centroafricana. Está situada en el centro-sur del país, junto con la República Democrática del Congo. Su capital es Bambari. Linda con las prefecturas de Bamingui-Bangoran al norte, Nana-Grébizi al noroeste, Kémo al oeste, y Haute-Kotto y Basse-Kotto al este.
Además de Bambari, también son importantes las ciudades de Grimari, en el oeste, Ippy, en el centro, Yangalia, en el norte, y Kouango, en la desembocadura del río Ouaka en el Ubangui.
Ouaka recibe el nombre del principal río que pasa por esta prefectura: el río Ouaka. También hay que destacar el río Ubangui, que hace frontera con la República Democrática del Congo.
- Datos: Q848560